# Polygala apiculata
Polygala apiculata là một loài thực vật có hoa trong họ Polygalaceae. Loài này được Porta miêu tả khoa học đầu tiên năm 1879.